# لوريتا لينش
لوريتا إليزابيث لينش (بالإنجليزية: Loretta Elizabeth Lynch)‏ (ولد في 21 مايو 1959) هي محامية أميركية شغل منصب النائب العام الثالث والثمانين للولايات المتحدة، عينها الرئيس باراك أوباما في عام 2015 لخلافة إريك هولدر. شغلت في السابق منصب مدعي عام فدرالي المنطقة الشرقية بنيويورك في إدارات كل من بيل كلينتون (1999-2001) وباراك أوباما (2010-15). أشرفت لينش في منصب مدعي عام نيويورك على المحاكمات الاتحادية في بروكلين وكوينز وجزيرة ستاتن وجزيرة لونغ آيلاند.
تخرجت لينش من كلية هارفارد للحقوق في عام 1984. ثم زاولت القانون في نيويورك وأصبحت مدعي عام اتحادية في عام 1990، وترقت لتصبح رئيسة مكتب المنطقة الشرقية. وعادت في وقت لاحق إلى مزاولة القانون في عملها الخاص، حتى أصبحت مرة أخرى المدعي العام في المنطقة. عملت من 2003 إلى 2005 في مجلس إدارة بنك الاحتياطي الفيدرالي في نيويورك.
في 8 نوفمبر 2014، رشحها الرئيس باراك أوباما لتخلف النائب العام إريك هولدر. في 26 فبراير 2015، وافقت اللجنة القضائية لمجلس الشيوخ الأمريكي على تعيينها بأغلبية 12 صوتا مقابل 8 أصوات، مع تأييد جميع الديمقراطيين في اللجنة وثلاثة من الجمهوريين. في 23 أبريل 2015، تم التصديق على تعيين لينش من قبل مجلس الشيوخ بأغلبية 56-43، مما يجعلها ثانية بين الأميركيين الأفارقة وثاني المرأة، وكذلك أول امرأة من أصل إفريقي تصل لهذا المنصب. وأدت اليمين الدستورية لتولي المنصب العام في 27 أبريل 2015.

## روابط خارجية
- لوريتا لينش على موقع الموسوعة البريطانية (الإنجليزية)
- لوريتا لينش على موقع مونزينجر (الألمانية)
- لوريتا لينش على موقع إن إن دي بي (الإنجليزية)